# وزارة الثقافة (تايوان)
وزارة الثقافة (بالصينية: 文化部) هي وزارة في حكومة تايوان مسؤولة عن ترويج الصناعات الثقافية والإبداعية. تأسست الوزارة عام 1981.

## وصلات خارجية
- الموقع الرسمي